# Franciszek Kruk-Grzybowski
Franciszek Janusz Grzybowski, ps. „Kruk Biały” (ur. 9 marca 1891 w Chrzanowie, poległ 18 lutego 1919 pod Kozicami) – kapitan piechoty Wojska Polskiego.

## Życiorys
Był członkiem Polskich Drużyn Strzeleckich i Związku Strzeleckiego. 6 sierpnia 1914 wyruszył z Krakowa w składzie 2 plutonu Pierwszej Kompanii Kadrowej. W październiku tego roku mianowany podporucznikiem. Dowodził plutonem i kompanią w 1 pułku piechoty Legionów. W 1917, po kryzysie przysięgowym, wcielony został do cesarskiej i królewskiej armii, zdezerterował z frontu włoskiego. W Kongresówce działał w POW.
W listopadzie 1918 przyjęty został do Wojska Polskiego i przydzielony do 8 pułku piechoty Legionów, w którym objął dowództwo III batalionu. Pododdział, którym dowodził wziął udział w rozbrajaniu Niemców w Warszawie i zdobyciu Cytadeli. W listopadzie i grudniu III batalion pełnił służbę wartowniczą w stolicy oraz przygotowywał się do wyjazdu na front. 3 stycznia 1919 na czele batalionu wyjechał do Rawy Ruskiej. Po przybyciu do Rawy Ruskiej wszedł w skład Grupy płk. Kulińskiego. 8 stycznia zajął Żółkiew, a następnego dnia stoczył walkę pod Kulikowem, w której stracił ponad stu zabitych i rannych. 10 stycznia wkroczył do Lwowa. Tego dnia w ataku na Laszki Murowane stracił kolejnych kilkudziesięciu żołnierzy. 13 stycznia rozpoczął walki o wieś Skniłów, w trakcie których znów poległo ponad 120 żołnierzy. Od rana 16 lutego uczestniczył w walkach pod Kozicami. Po zranieniu ppłk. Zarzyckiego, objął dowództwo 8 pułku piechoty Legionów. 17 lutego poległ pod Kozicami, trafiony pociskiem w głowę. Pochowany został na Cmentarzu Obrońców Lwowa. Pośmiertnie mianowany podpułkownikiem i odznaczony Krzyżem Srebrnym Orderu Virtuti Militari.